# NGC 4051
NGC 4051 este o galaxie spirală situată în constelația Ursa Mare. A fost descoperită în 1788 de către William Herschel. Se află la o distanță de 11,02 megaparseci de Pământ.